# Gaetano Aneris
Gaetano Aneris (Nuoro, 16 marzo 1893 – dopo il 2 marzo 1939) è stato un avvocato e politico italiano.

## Biografia
Avvocato civilista, ha fatto parte, a titolo non accertato, della Brigata mussolinia che ha sostenuto la bonifica delle terre della Sardegna.